# Heinrich Bürger

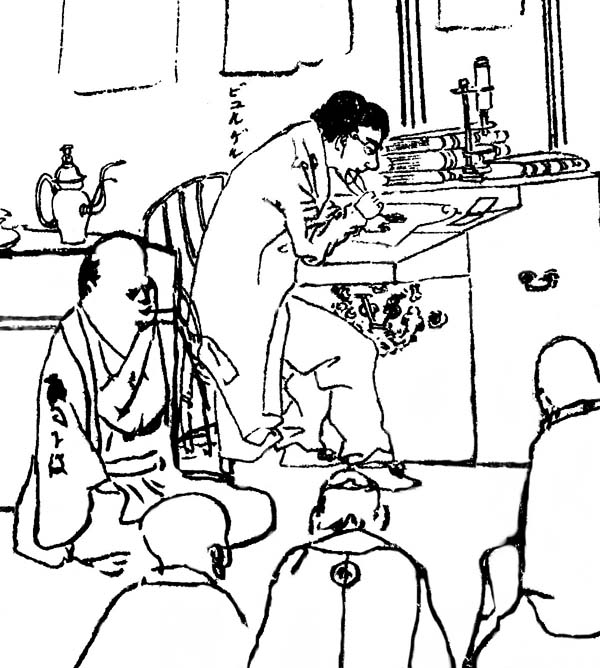
Heinrich Bürger in Edo. Detail von einer Skizze von Kazan Watanabe, 1826

Heinrich Bürger auch: Heinrich Burger (* 29. Februar oder 7. November 1804 oder 20. Januar 1806, Hameln; † 25. März 1858 in Indramaju (Java)) war ein deutscher Apotheker, Naturforscher und Chemiker. Sein offizielles botanisches Autorenkürzel lautet „Bürger“.
Für die Erforschung der japanischen Fauna und Flora war er von großer Bedeutung.

## Jugend
Das genaue Geburtsdatum Bürgers ist nicht bekannt. Er selbst nannte den 29. Februar 1804. Das in den meisten Quellen erwähnte Jahr ist aber 1806. Es hat den Anschein, dass Heinrich sein Geburtsdatum zwei Jahre vorrückte, um älter zu gelten. Bürger stammte aus einer jüdischen Familie. Sein Vater, der Kaufmann und Schutzjude in Hameln (Königreich Hannover) war, ging 1817 bankrott und starb im Jahre 1821. Er hinterließ eine Frau, zwei Söhne und sieben Töchter.
An der Universität Göttingen studierte Heinrich um 1821–1822 Mathematik und Astronomie. Obwohl er gelegentlich den Doktortitel führte, ist eine akademische Promotion nicht ausfindig zu machen. 1824 reiste Bürger nach Batavia im damaligen Niederländisch-Indien (heute Jakarta), wo er die Apothekerschule besuchte. Am 14. Januar 1825 wurde er zum Apotheker dritter Klasse ernannt.

## Dejima
Am 14. Juni 1825 wurde Heinrich Bürger von der niederländischen Regierung zum Assistenten von Philipp Franz von Siebold für die naturkundlichen Untersuchungen auf der Insel Dejima (Nagasaki, Japan) ernannt. Am 1. Juli reiste er nach Japan ab.
Auf Dejima machte Bürger Untersuchungen im chemischen, naturkundlichen und biologischen Bereich und unterrichtete darin die Japaner. Danach erhielt er die Führung der Pharmazie und assistierte bei Siebolds ambulanten Behandlungen von Patienten außerhalb von Dejima. 1828 wurde Bürger zum Nachfolger von Siebolds für die chemische, naturkundliche und biologische Arbeit ernannt. Er sammelte in den nächsten Jahren große Kollektionen an Pflanzen und Tieren, darunter 650 Fische.
Viel von diesem Material wurde später für die Publikation Fauna Japonica von Temminck und Schlegel benutzt. Die von Bürger gesammelten Pflanzen fanden den Weg in die akademischen botanischen Gärten der Welt und Nachkommen kann man noch sehen in den Universitäten von Leiden, Brüssel, Florenz, München, St. Louis, Paris und London. Auch das naturkundliche Museum Naturalis in Leiden hat eine große Bürger-Sammlung. Obwohl Bürger in dem IPNI vorkommt, hat er jedoch keine neue Pflanzen beschrieben. Das Reichsherbarium in Leiden besitzt aber ein Manuskript von Bürger, das eine systematische Aufzählung von 1790 japanischen Pflanzen enthält, größtenteils mit beigefügten lateinischen und japanischen Namen. Es ist daher nicht erstaunlich, dass mindestens 20 Arten von japanischen Pflanzen ein Epitheton haben, das Heinrich Bürger ehrt, wie Buergerianum oder Burgeri(i).

## Padang
1833 wurde Bürger zum Mitglied der offiziellen Kommission für die naturkundliche Forschung in Ost Indien ernannt. In dieser Rolle besuchte er zwischen Juni und Dezember 1833 Sumatra und baute einen Weg von Padang an der Westküste in die Hinterländer. Es ist der heute noch bestehende Weg durch die Aneischlucht, der wegen seiner malerischen Lage von vielen Touristen besucht wird. Wegen des Baues wurde Bürger 1834 zum Ritter des Ordens des niederländischen Löwen ernannt.
1833 heiratete Bürger in Padang Anna Cornelia van Daalen. 1834 war er wieder auf Dejima, seine Gattin wohnte aber in Batavia.

## Unternehmer
Mit Wirkung vom 1. Juli 1835 wurde Bürger ehrenvoll seiner Aufgaben in Japan enthoben. Er bekam jetzt eine monatliche Pension (Wartegeld) und ließ sich in Batavia nieder. In den Jahren 1840–1842 machte er mit seiner Familie eine ausgedehnte Reise durch West-Europa. Wieder zurück auf Java wurde Bürger 1842 als Mitglied der Naturkundlichen Kommission pensioniert. Zum 30. Juni 1843 wurde er ehrenvoll aus dem Staatsdienst entlassen.
Bürger machte nun eine geschäftliche Karriere. 1851 wurde er genannt als Lieferant von Reis und Öl an die Insel Bangka, ab 1852 als Aufsichtsrat der Niederländisch-Indischen Gesellschaft für Meeresversicherungen, ab 1853 als einer der Direktoren eines Steinkohlebergwerkunternehmens, ab 1855 als Zuckerpflanzer (zusammen mit Andreas Heijerdahl und Baron von Lützow) auf der Plantage Redjosari (Magettan, Madiun), 1857 als Besitzer einer Reismühle in Modjokerto und 1858 einer Reismühle in Tjirebon, alles auf Java. Außerdem war er 1849–1852 Vorstandsmitglied des vornehmsten Klubs auf Java, des Klubs Harmonie in Batavia. In 1855 bekam Bürger die niederländische Staatsangehörigkeit. Er starb 1858 während einer Inspektionsreise seiner Besitzungen in Indramaju.